# Robin Torres

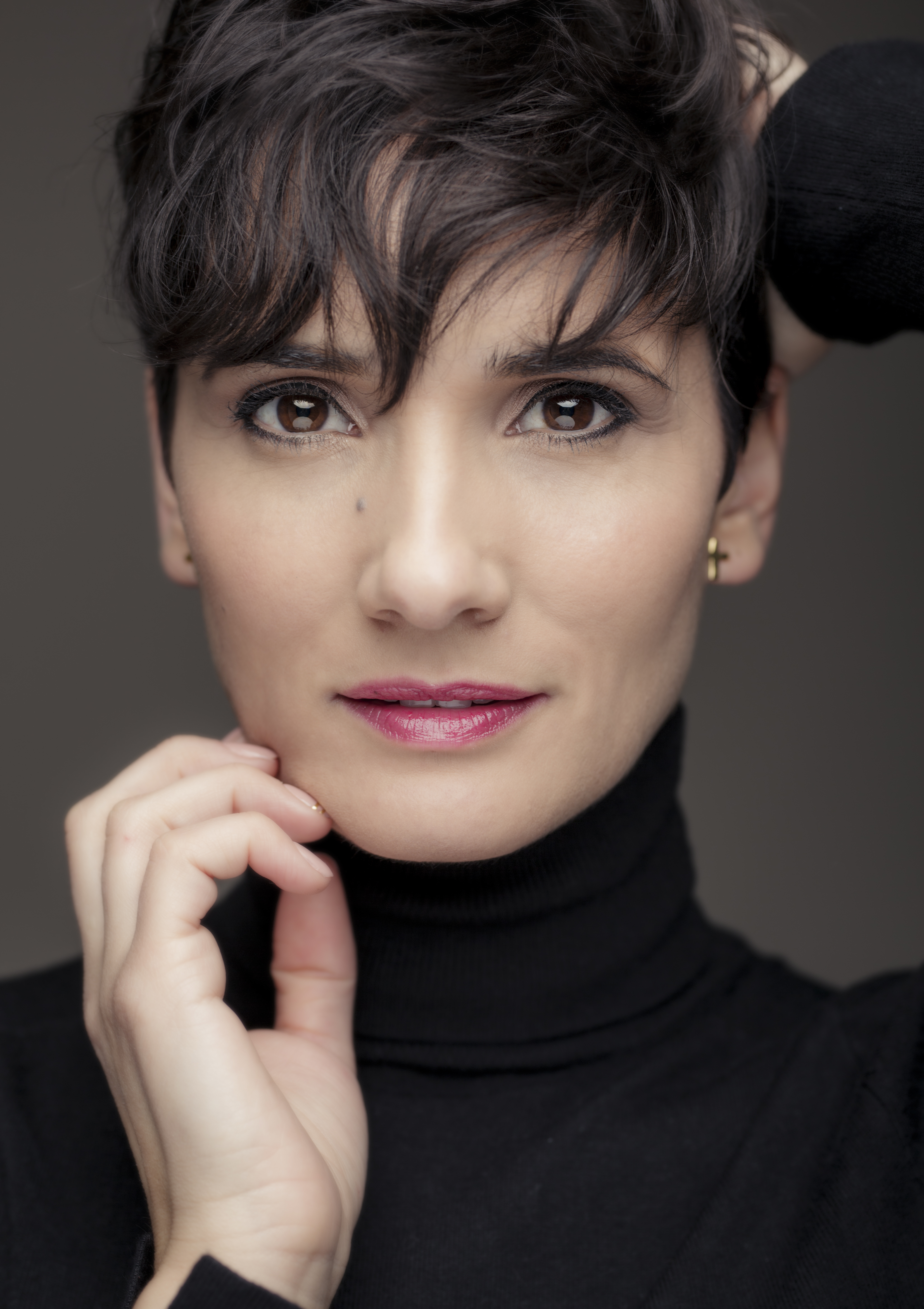
Cantante, actriz y bailarina española

Robin Torres (Sevilla, 16 de enero de 1983) es una cantante, actriz y bailarina española. Como actriz ha intervenido en varias obras de teatro y series de televisión como Lejos de Ti, en Telecinco.

## Biografía
Nació en enero de 1983 en Villanueva del Ariscal (Sevilla). Cuenta con formación en canto, interpretación y danza, estudios que realizó en el Ciclo Superior en Interpretación Danza y canto del Centro de Artes Escénicas, Curso de Interpretación en el Laboratorio William Layton por Begoña Valle, creación de Micro-espectáculos, por Benito Zambrano, además de formación en teatro con Freddy Virgolini y formación en Casting tutelado por Carlos Manzanares.
En la pequeña pantalla ha desempeñado las funciones de actriz en la serie de Telecinco Lejos de ti, además de tomar parte en otras ficciones de Canal Sur, como Arrayán y El Gran Queo.
Fue también una de las artistas elegidas para tomar parte en la gala homenaje a Rocío Jurado con motivo del 8M, que fue retransmitida por Mediaset.

## Carrera musical
Sus primeros pasos en el ámbito de la música fueron con orquestas y bandas sinfónicas. Se encargó de poner voz a la Banda Sonora de Canciones para Paula, del escritor Blue Jeans (Editorial Everest), tomando parte también en el Especial de Navidad de la Banda Sinfónica Municipal de Sevilla en el Teatro Lope de Vega.
Cuenta con un disco, titulado Dulce Oportunidad, grabado con la discográfica Villa Música, un sencillo llamado Llora París, que se integra dentro del disco de Daniel Casares del Concierto de Aranjuez - La Luna de Alejandra. 
La ONG Infancia Solidaria también reconoció su altruismo en 2019 tras participar en un concierto solidario que tenía el objetivo de recaudar fondos para ayudar a niños enfermos.
También se la ha podido ver como reportera en Gala Mágica (Giralda TV), pero lo que la lanzó a la fama fue su paso por el concurso La Voz en 2015, donde interpretó La vie en rose de Edith Piaf donde es elegida gracias a su actuación por Malú y Antonio Orozco.
En 2017 intervino en Misión Eurovisión (TVE), donde fue una de las aspirantes a representar a España en el certamen musical.
Desde el año 2016, con motivo del 25 aniversario de la última gira de la banda española Mecano con el espectáculo Aidalai, crea el proyecto musical Hija de la Luna, un tributo al trío, donde se mete en la piel de Ana Torroja, con el que tiene un gran parecido físico y vocal, lo que le lleva a recorrer hasta 2021 los principales auditorios de España y América Latina. Durante este tiempo consiguió el reconocimiento tanto del público como de la crítica.
En 2021 comienza una nueva era en este proyecto bajo el título de Descanso Dominical, el álbum más reconocido de la formación madrileña.
En marzo de 2022 fue una de las artistas elegidas para tomar parte en la Gala homenaje a Rocío Jurado con motivo del 8M, que fue retransmitida por Mediaset.
En agosto de 2023 actuó como invitada en el Concierto Magno que se celebró en Jalisco, México,
con motivo del XXX Encuentro Internacional del Mariachi de Guadalajara.
En julio de 2023 participó en la Gala Mariachi organizada por Icónica Sevilla Fest y la Cámara de Comercio de Sevilla, junto a la Fundación AZVI y AICO (Asociación Iberoamericana de Cámaras de Comercio). Una gala en la que estuvo acompañada por el Mariachi Internacional CHG de Gamaliel Contreras Huertal y la Orquesta de Córdoba.
Con este espectáculo todavía sigue en 2023 recorriendo los principales teatros y auditorios de España y Latinoamérica.
También lanzó un disco recopilatorio con los principales éxitos del grupo compuesto por Ana Torroja y los hermanos Cano interpretados por ella durante este proyecto.